# Lissanthe rubicunda
Lissanthe rubicunda är en ljungväxtart som först beskrevs av Ferdinand von Mueller, och fick sitt nu gällande namn av J.M.Powell, Crayn och E.A.Br. Lissanthe rubicunda ingår i släktet Lissanthe och familjen ljungväxter. Inga underarter finns listade i Catalogue of Life.